# Anii 330
Secole: Secolul al III-lea - Secolul al IV-lea - Secolul al V-lea
Decenii: Anii 280 Anii 290 Anii 300 Anii 310 Anii 320 - Anii 330 - Anii 340 Anii 350 Anii 360 Anii 370 Anii 380
Ani: 330 | 331 | 332 | 333 | 334 | 335 | 336 | 337 | 338 | 339